# Sinais dos Tempos
Sinais dos Tempos é o décimo nono álbum de estúdio lançado pelo cantor e violonista brasileiro Zé Ramalho.  Foi lançado em julho de 2012 e é o primeiro em sua recém-fundada gravadora própria, a Avôhai Music. É também o primeiro álbum de inéditas após quatro álbuns-tributo consecutivos.
A faixa "Indo com o Tempo" faz referências ao seu vício em cocaína, nas palavras "fase negra". Seu filho João Ramalho participou do álbum com alguns vocais de apoio.
Zé afirmou que gostaria de ter lançado um álbum de inéditas em 2012 porque é o ano em que o calendário maia termina e muitas pessoas acreditam que será o fim do mundo.
Depois que passei dos 60, parece que os anos estão correndo. O tempo vai mais ligeiro e isso me lembra muito a canção dos Rolling Stones "Time is on my side". Me vejo num mundo louco, rápido e cruel e tendo que me inspirar nele para fazer minha obra de arte. Os fãs vinham cobrando um disco autoral, mas passei os últimos cinco anos refletindo sobre mudanças que ocorreram e fazendo músicas aos poucos. Sinais é uma que fala sobre isso. Teve um momento em que chorei durante a gravação da voz, lembrando de várias coisas. Espero que consiga passar essa emoção para as pessoas.

## Recepção
Jotabê Medeiros, d'O Estado de S. Paulo, elogiou o álbum, concedendo-o três estrelas e afirmando que "guitarras bluesísticas se unem à zabumba e sanfona e cogumelos de esterco se misturam à memória do LSD num álbum que inventaria a trajetória de um herói popular. Zé Ramalho está numa vibe meio nostálgica." Contudo, Jotabê ressalta que "as letras, um dos seus trunfos, estão irregulares: há achados memoráveis e há pisadas de bola. Mas é um novo lote de profecias do Zé".
Thales de Menezes, da Folha de S.Paulo, também deu 3 de 5 estrelas e diz que o álbum contém músicas sobre a passagem do tempo e a certeza da morte, mas não é pessimista nem sombrio. Ele completa que "aos 62 anos, o cantor parece revigorado com o interesse de um público jovem -seu show do SWU 2011 foi uma celebração".

## Faixas
Todas as faixas escritas e compostas por Zé Ramalho. 
| N.º | Título                                  | Duração |  |
| 1.  | "Indo Com o Tempo (com Jesse Robinson)" | 4:40    |  |
| 2.  | "Sinais"                                | 4:28    |  |
| 3.  | "Lembranças do Primeiro"                | 4:00    |  |
| 4.  | "Olhar Alquimista"                      | 5:24    |  |
| 5.  | "O Que Ainda Vai Nascer"                | 5:08    |  |
| 6.  | "Justiça Cega"                          | 4:00    |  |
| 7.  | "Um Pouco do Que Queira"                | 3:53    |  |
| 8.  | "O Começo da Visão"                     | 3:21    |  |
| 9.  | "A Noite Branca"                        | 3:42    |  |
| 10. | "Portal dos Destinos"                   | 4:51    |  |
| 11. | "Rio Paraíba"                           | 4:16    |  |
| 12. | "Anúncio Final"                         | 4:43    |  |

## Créditos

### Músicos
- Zé Ramalho - Viola e vocais em todas as faixas, arranjo de base em todas as faixas exceto "Indo Com o Tempo", "Um Pouco do Que Queira" e "A Noite Branca", produção
- Robertinho de Recife - produção, arranjos, guitarra em "Sinais", efeito eletrônicos em "Anúncio Final"
- Chico Guedes - Baixo
- Dodô de Moraes - Hammond em "Indo Com o Tempo" teclados em "Sinais", "Olhar Alquimista", "O Que Ainda Vai Nascer", "O Começo da Visão" e "Sinais", chorus em "Sinais" e "Olhar Alquimista", piano em "Lembranças do Primeiro" e "Justiça Cega", arranjo de cordas em "Lembranças do Primeiro", moog em "O Que Ainda Vai Nascer", sanfona em "Justiça Cega" e "Um Pouco do Que Queira", marimba em "O Começo da Visão", programação hindus em "Portal dos Destinos", vozes eletrônicas em "Anúncio Final"
- Edu Constant - Bateria
- Toti Cavalcanti - Saxofone tenor em "Indo Com o Tempo", "Justiça Cega" e "A Noite Branca", arranjo de metais em "Indo Com o Tempo" e "A Noite Branca"
- Jefferson Victor - trompete em "Indo Com o Tempo" e "A Noite Branca"
- Zé Gomes - efeitos em "Sinais", "Olhar Alquimista", "O Que Ainda Vai Nascer" e "Justiça Cega", percussão em todas as faixas exceto "Indo Com o Tempo", "Lembranças do Primeiro", "Começo da Visão" e "Anúncio Final", zabumba  em "Um Pouco do Que Queira" e "A Noite Branca"
- Jesse Robinson - solo de guitarra em "Indo Com o Tempo"
- Kátia Nascimento - trombone em "Indo Com o Tempo" e "A Noite Branca"
- João Ramalho - coro em "Olhar Alquimista" e "Um Pouco do Que Queira", arranjo de base em "Um Pouco do Que Queira"
- Phil Braga - slide guitar em "Olhar Alquimista"
- Rick Ferreira - pedal steel em "O Começo da Visão"
- Roberta de Recife - vocalise feminino em "O Começo da Visão"
- Cezinha - sanfona em "A Noite Branca" e "Rio Paraíba"

### Técnicos
- Amaury Machado mixagem
- Cláudia André - assistente de produção
- Capa e fotos: Robertinho de Recife
- Fotos do estúdio - Carlos Dias

### Equipe estadunidense
- Carl Kolb - produtor executivo
- Randy Everett - engenheiro de som
- Robert, Tuyet Kim - assistentes de produção